# MOS Technology SID

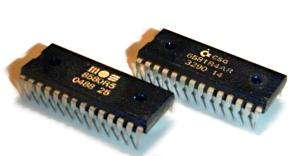
Układy scalone SID (ang. Sound Interface Device) firmy MOS Technology. Po prawej stronie układ 6581, po lewej układ 8580

SID (ang. Sound Interface Device) – jednoukładowy, 3-głosowy syntezator muzyczny.
Został on zaprojektowany przez Roberta "Boba" Yannesa na początku lat osiemdziesiątych i był produkowany przez MOS Technology. Układ był generatorem dźwięku w ośmiobitowych komputerach marki Commodore: Commodore CBM-II, Commodore 64, Commodore 128.
Możliwości układu SID zrewolucjonizowały podejście twórców oprogramowania do tworzenia oprawy dźwiękowej (głównie) gier. Brzmienie generowane przez układ SID było jednym z powodów, dla których Commodore 64 stał się najlepiej sprzedawanym ośmiobitowym komputerem domowym w historii.

## Charakterystyka układu

Wyprowadzenia układu SID

- trzy oscylatory, z których każdy może generować 4 różne przebiegi (piłokształtny, trójkątny, prostokątny o zmiennym wypełnieniu oraz szum). W nowej wersji SID-a kształty fal można łączyć.
- trzy modulatory amplitudy
- trzy generatory obwiedni dźwięku (ADSR – Attack/Decay/Sustain/Release)
- jeden uniwersalny programowalny filtr (mogący działać jako dolno-, górno-, środkowozaporowy/-przepustowy)

Struktura układu SID umożliwia wzajemną synchronizację oscylatorów oraz tzw. modulację kołową (ang. ring modulation). Ponadto układ posiada wejście dla zewnętrznych sygnałów audio, które można przepuścić przez filtry układu i ostatecznie zmiksować z sygnałami wewnętrznych generatorów.

## Wersje
Istnieją dwie główne wersje układu SID – 6581 ("stary") i 8580 ("nowy"). Pierwszy typ produkowany był do roku 1990, nowy – od 1987 do 1992. Między obiema wersjami są pewne istotne różnice wpływające na jakość generowanego dźwięku.
W wersji 8580 dodano możliwość wykonywania logicznego AND między falami (łączenia ich), zmieniono zachowanie filtra oraz wyeliminowano drobne usterki. "Nowy" SID jest bardziej zbliżony do pierwotnej specyfikacji niż jego poprzednik.